# Alkaios (kung)
Alkaios var kung av Mykene i grekisk mytologi. Han var son till hjälten Perseus och den nubiska prinsessan Andromeda. Alkaios regerade tillsammans med sina bröder Sthenelos och Elektryon i det Mykene som deras far hade grundat.
Själv hade han sonen Amphitryon, kung av Tiryns.